# Liste der Monuments historiques in Cauvignac
Die Liste der Monuments historiques in Cauvignac führt die Monuments historiques in der französischen Gemeinde Cauvignac auf.

## Liste der Objekte
| Bezeichnung                | Beschreibung                             | Standort                       | Kennzeichnung | Schutzstatus | Datum | Bild |
| -------------------------- | ---------------------------------------- | ------------------------------ | ------------- | ------------ | ----- | ---- |
| Tabernakel                 | Holz, bemalt, um 1800                    | in der Kirche St-Aignan (Lage) | PM33001989    | Inscrit      | 2003  |      |
| Skulptur Christus am Kreuz | Holz, polychrom gefasst, 18. Jahrhundert | in der Kirche St-Aignan (Lage) | PM33001988    | Inscrit      | 2003  |      |
| Glocke                     | Bronze, 1783                             | in der Kirche St-Aignan (Lage) | PM33000463    | Classé       | 1942  |      |